# Jūrmalas gatve

La rue de Jurmala (en letton : Jūrmalas gatve) est une rue à Rīga en Lettonie,.

## Présentation
La rue de Jurmala traverse les quartiers d'Imanta, Dzirciems et Zasulauks du district de Kurzeme. 
Jurmala Gatve est l'une des rues les plus importantes et les plus longues de la rive gauche du Daugava. 
Elle s'étend vers l'ouest depuis son intersection avec la rue Slokas iela et va jusqu'à la frontière de la ville de Riga avec la municipalité de Mārupe, où elle croise la route nationale V10.
Le début de la rue sert de frontière aux quartiers historiques de Zasulauks et Dzirciems, puis la rue traverse la ligne ferroviaire Zasulauks-Bolderaja (lv) via un viaduc et traverse ensuite le quartier d'Imanta.
Sa longueur totale est de 6 372 mètres et elle se compose de 2 à 4 voies de circulation.
Depuis le début de la rue jusqu'à la Kurzemes prospekts, une ligne de tramway à double voie a été construite en 1983-84.
Elle est actuellement utilisée par les lignes de tramway 1 et 5.
Plusieurs lignes de bus  empruntent la Jurmalas Gatva sur toute sa longueur.

## Histoire
La rue a été mentionnée pour la première fois dans les listes de Riga en 1923 sous le nom d'Anniņmuižas iela. En 1938, elle fut rebaptisée Jurmala gatvi. 
De 1942 à 1944, elle reprend le nom d'Anniņmuiža iela. 
En 1944, elle fut de nouveau rebaptisée Jūrmala gatvi, et depuis lors, le nom n'a pas été modifié.

## Bâtiments
Le jardin botanique de l'Université de Lettonie est situé au début de la rue de Jurmala.
- Jūrmalas gatve 61 fut l'habitation des compositeurs et musiciens Jānis Mediņš, Jāzeps Mediņš et Jēkabs Mediņš.

- Jūrmalas gatve  76 — Faculté de pédagogie, de psychologie et d'art de l'Université de Lettonie.

- Jūrmalas gatve 76 k-3 — manoir d'Anniņmuiža, monument architectural d'importance régionale[4].

- Jūrmalas gatve  78d — patinoire Volvo (utilisée par le Prizma Riga).

## Transport
- Tramway : 1 5

## Galerie

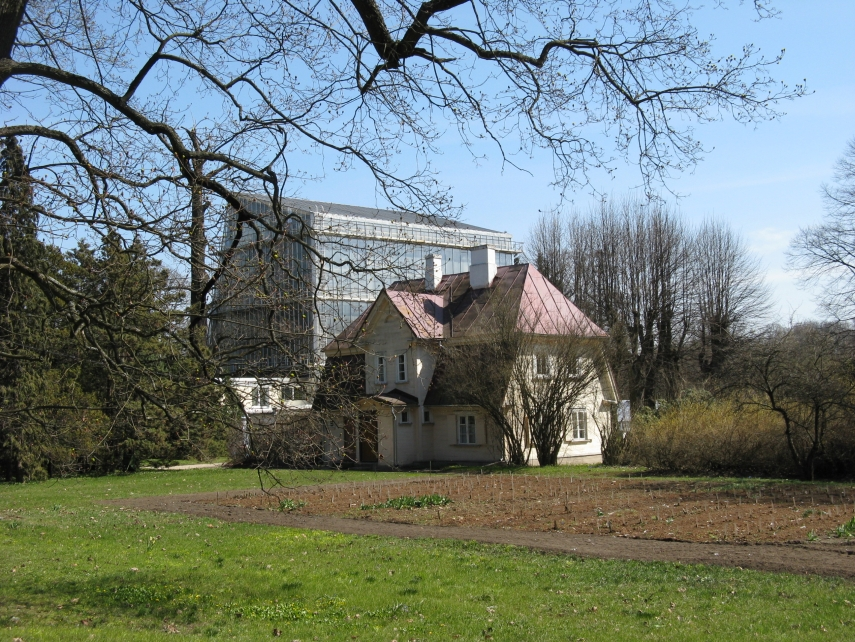
Jardin botanique
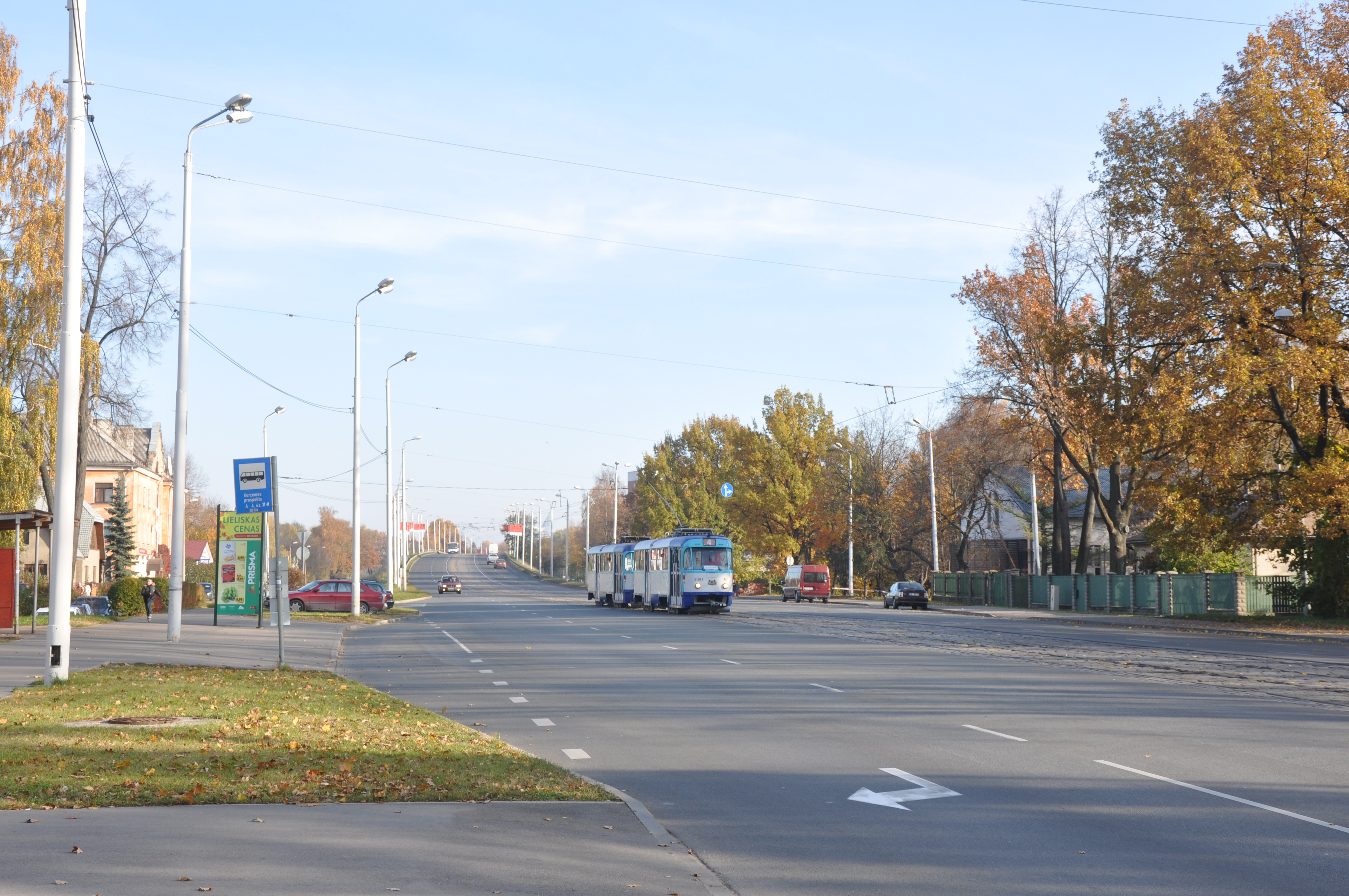
Vue du viaduc.
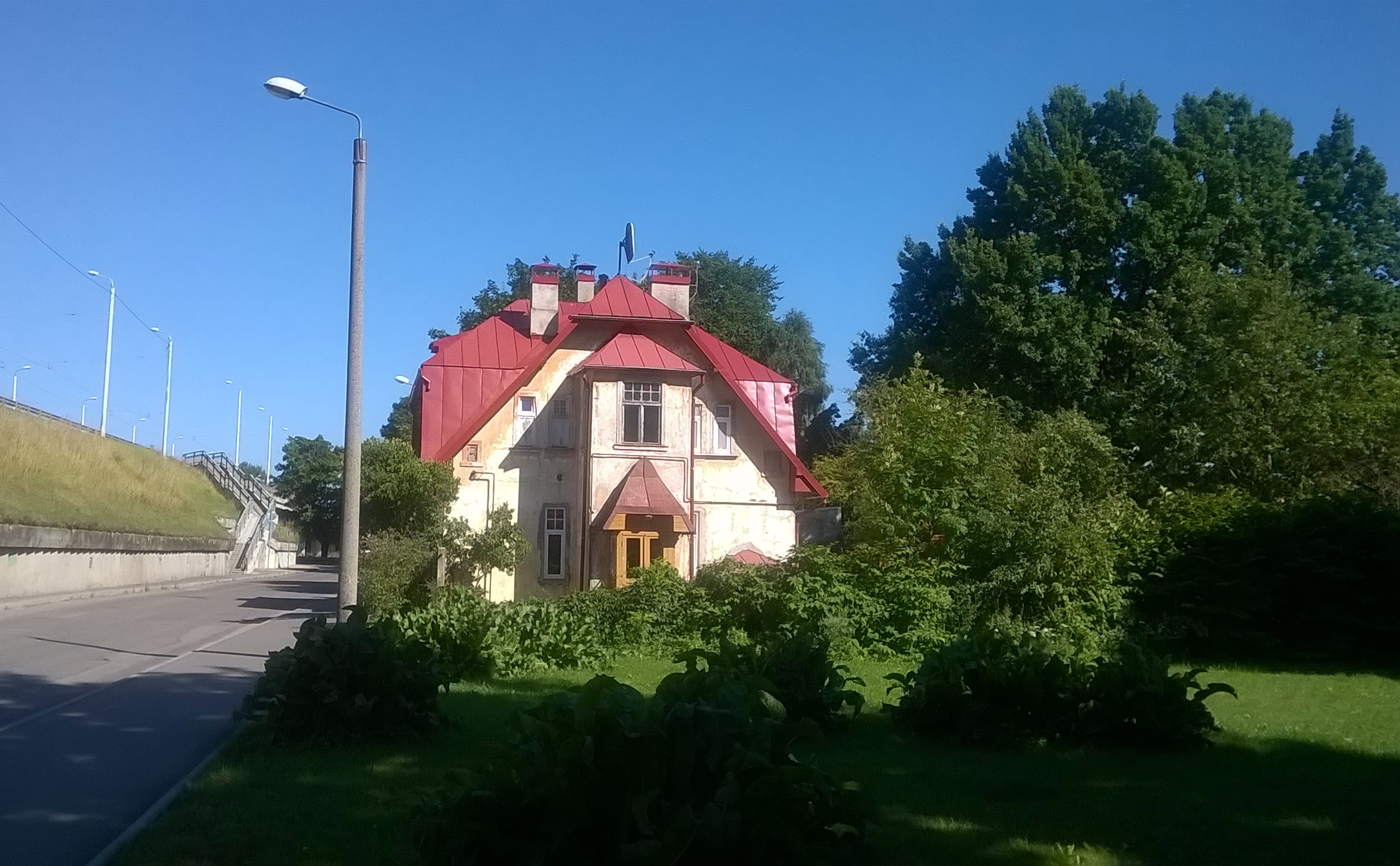
Jūrmalas gatve 12a.
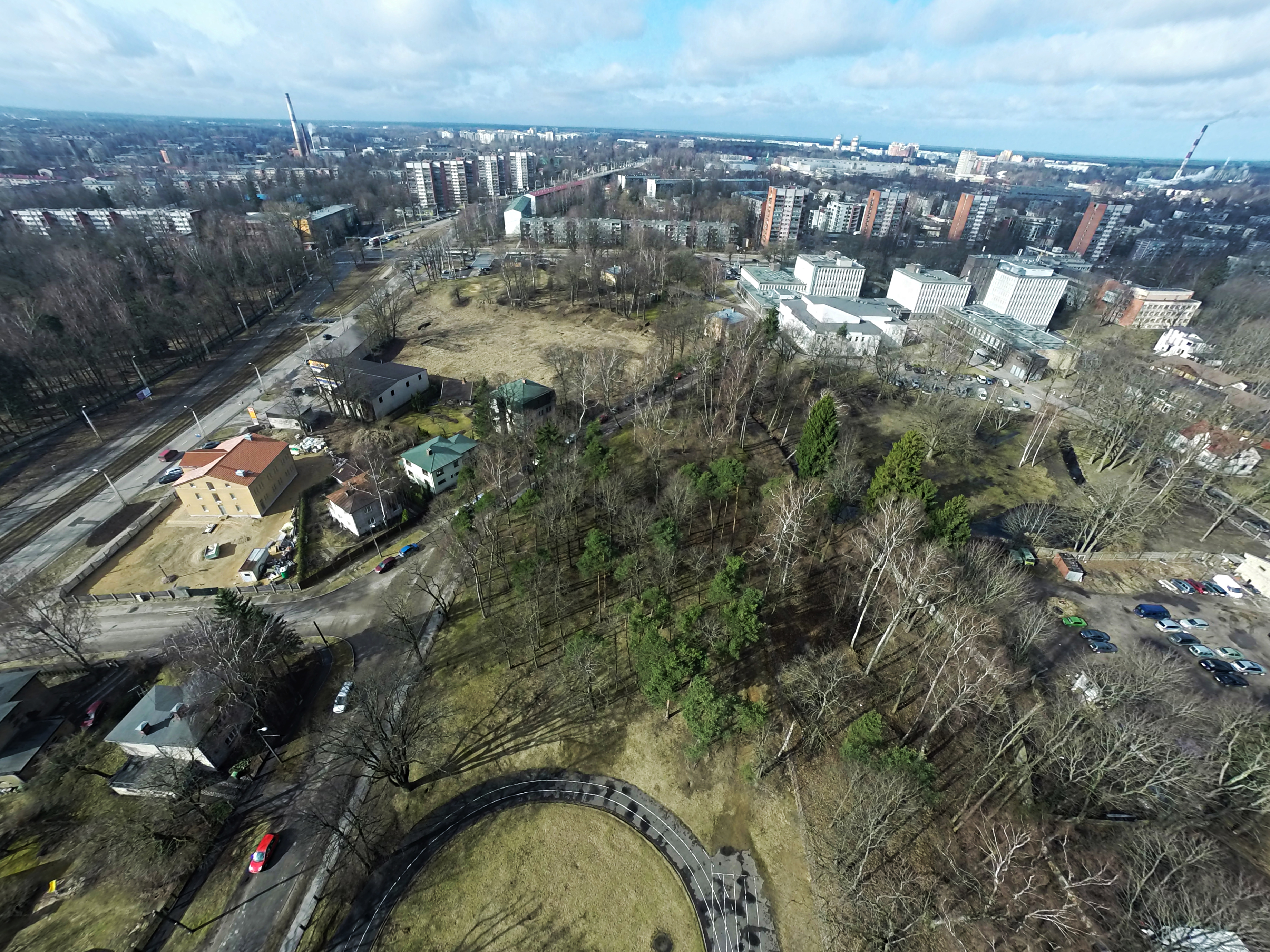
La rue à Dzirciems.
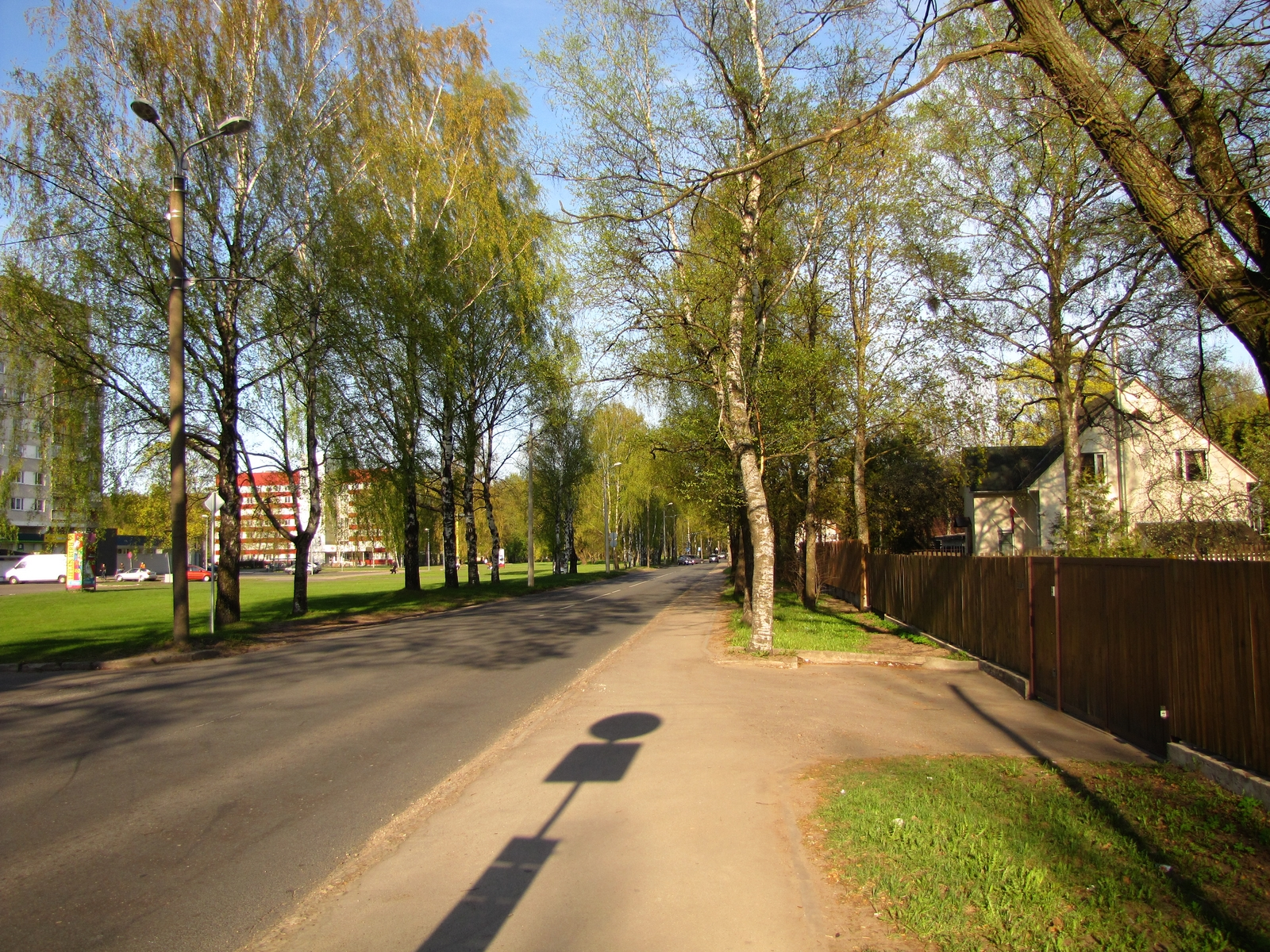
La rue à Imanta.
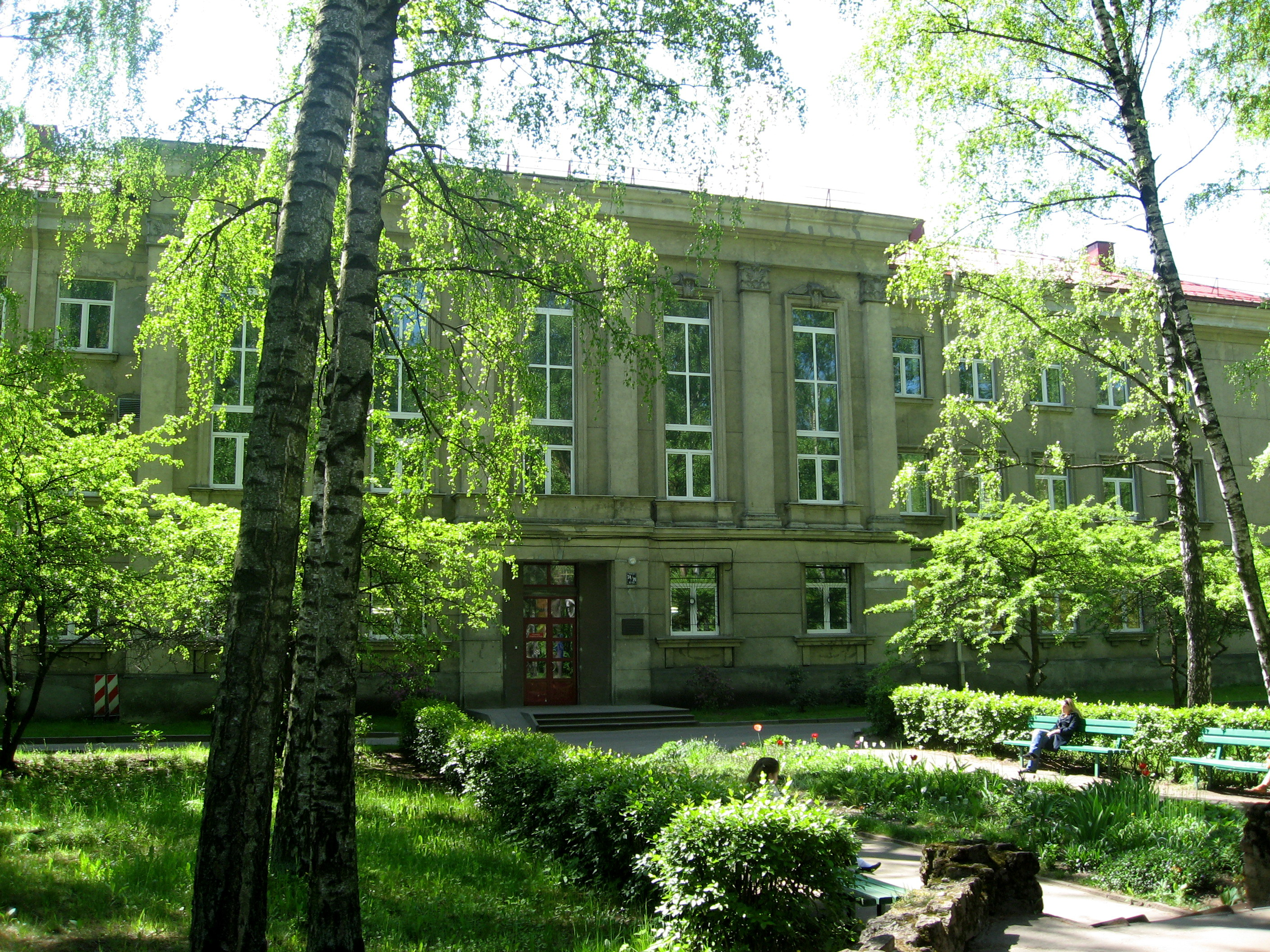
Faculté de pédagogie, de psychologie et d'art de l'Université de Lettonie.
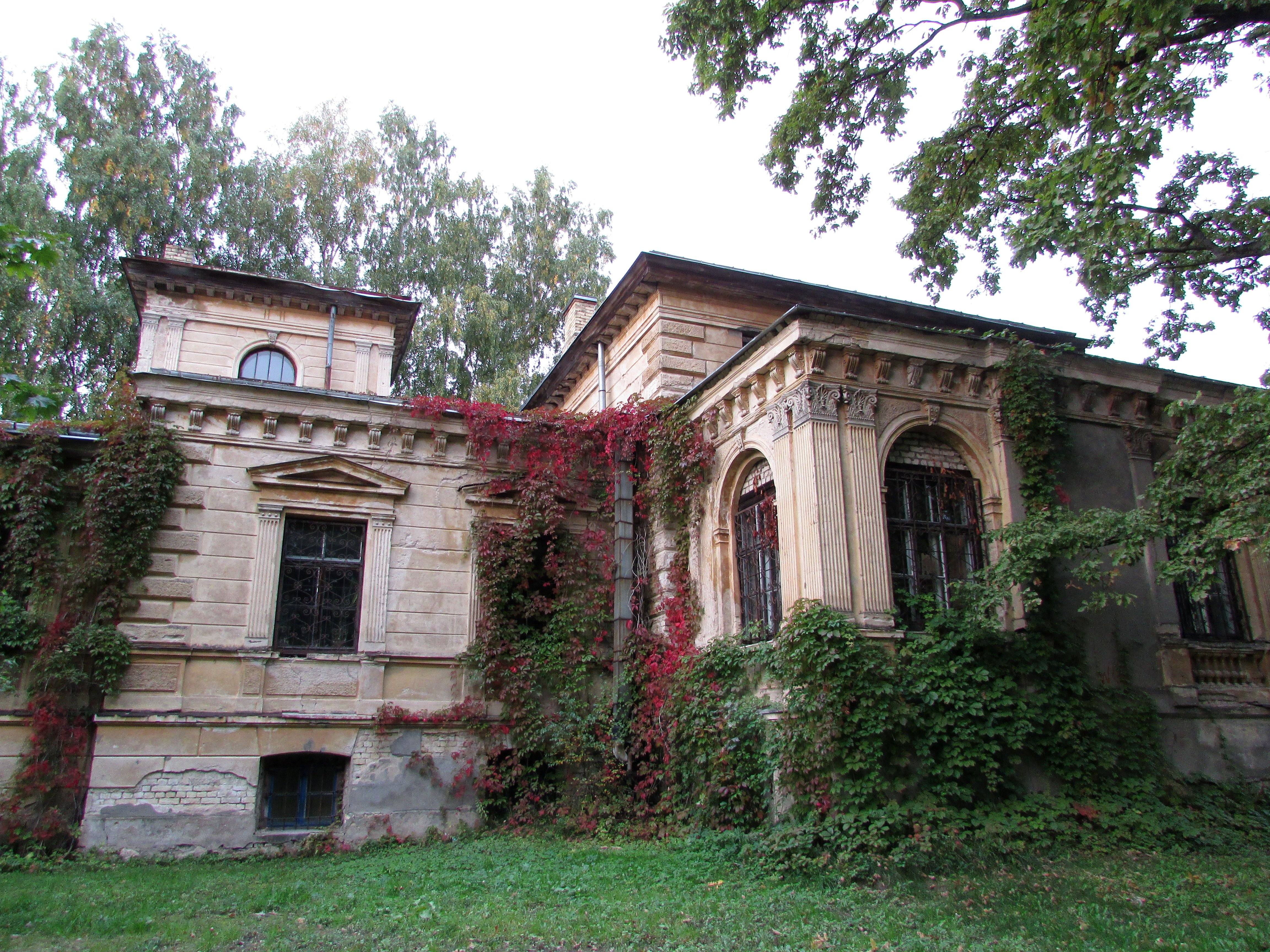
Manoir d'Anninmuiža.
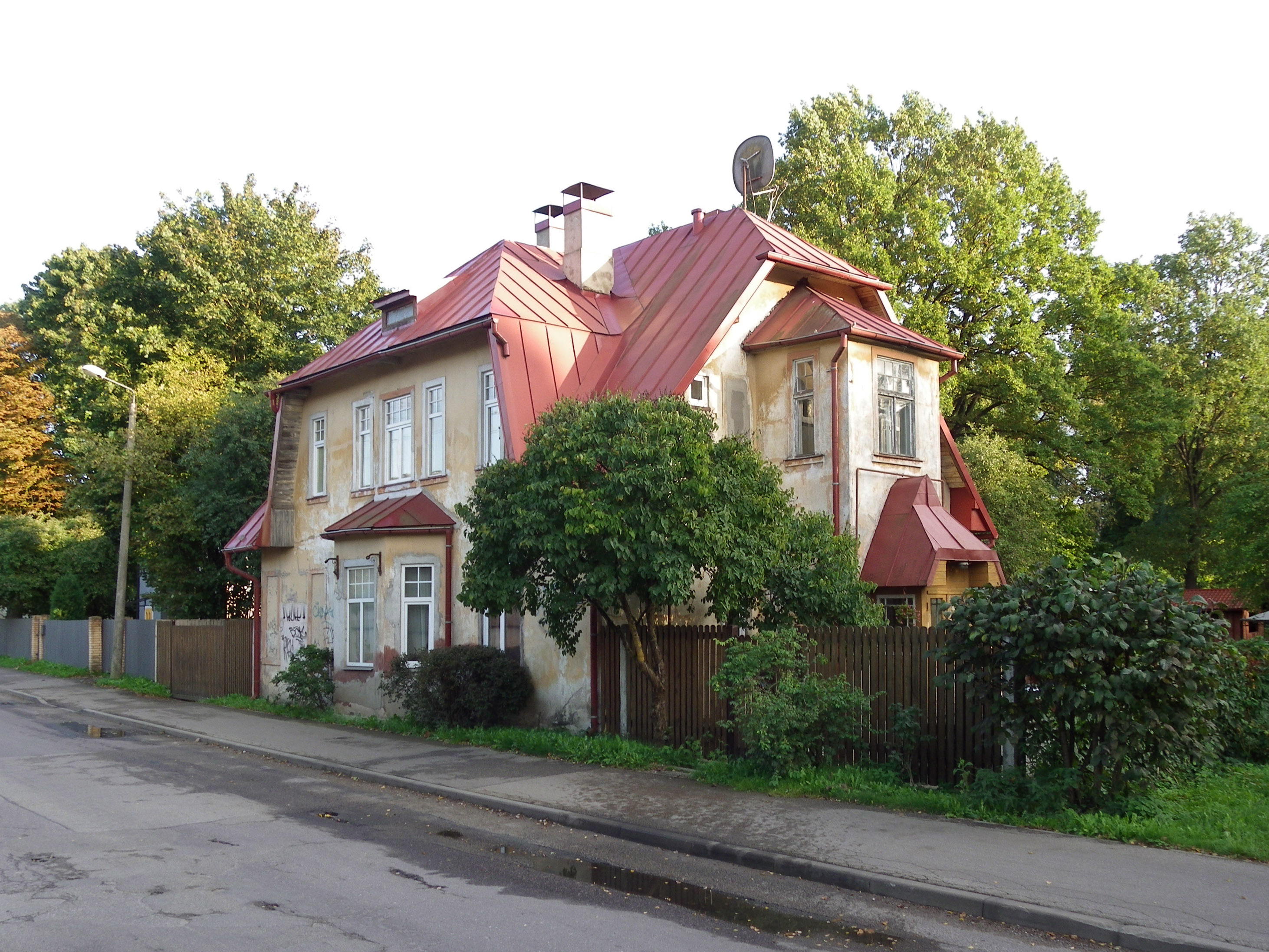
Jūrmalas gatve 12a.